# Folly Mountain
Folly Mountain är ett berg i Kanada.   Det ligger i provinsen Nova Scotia, i den östra delen av landet, 900 km öster om huvudstaden Ottawa. Toppen på Folly Mountain är 246 meter över havet, eller 25 meter över den omgivande terrängen. Bredden vid basen är 1,6 km.
Terrängen runt Folly Mountain är platt söderut, men norrut är den kuperad. Runt Folly Mountain är det glesbefolkat, med 15 invånare per kvadratkilometer.. 
I omgivningarna runt Folly Mountain växer i huvudsak blandskog.